# 洛杉矶机场隧道
机场隧道（英語：Airport Tunnel），别称塞普尔维达大道隧道（英語：Sepulveda Boulevard Tunnel），是洛杉矶的一条高速隧道，塞普尔维达大道在此下穿洛杉矶国际机场南跑道（07L/25R和07R/25L）和滑行道。塞普尔维达大道的这段区间为一号加利福尼亚州州道的一部分。该隧道是美国第一条下穿机场跑道的隧道。
1940年代末，洛杉矶国际机场（时称Mines起降场）准备进行跑道延长工程。然而，塞普尔维达大道就在跑道前方，扩建工程在很大程度上受阻。最初，大道一度改道到跑道西端。为恢复塞普尔维达大道的原始走向，于是修建了机场隧道。当局利用1945年发行的的债券和联邦拨款凑齐了3,500,000美元。隧道于1949年10月开工，1953年3月通车。时任洛杉矶市市长弗莱彻·鲍伦主持了通车疑似，首批通过隧道的百名司机收到了纪念品。由于早期未有先例，故被普遍认为是一大创举。
多年来，驾驶者一直抱怨隧道内光线不足是一大安全隐患。照明系统于1965年进行了大修，并于2012年将灯光系统换型为LED灯。 
由于尾气堆积，隧道会定期关闭进行清洁工作。